# Viaszmolyok
A viaszmolyok (galériás moly-rokonúak, Galleriini) a valódi lepkék közül a fényiloncafélék (Pyralidae) családjában a névadó galériás molyok (Galleriinae) alcsalád egyik nemzetsége.

## Származásuk, elterjedésük
A fajok többsége trópusi. A nemzetség 8 neméből három (Achroia, Galleria, Cathayia) fordul elő Európában; mindhárom 1-1 fajjal. Közülük kettő Magyarországon is megtalálható.

### Európai fajaik
Az alcsalád több mint hatvan nemet fog össze.
- Achroia (Hb., 1819)
  - kis viaszmoly (Achroia grisella Fabricius, 1794) — Magyarországon sokfelé előfordul (Mészáros, 2005; Pastorális, 2011; Pastorális & Szeőke, 2011)
- Cathayia (Hampson, 1901)
  - Cathayia insularum (Speidel & Schmitz, 1991)
- galériás moly (Galleria, Fabricius, 1798)
  - nagy viaszmoly (Galleria mellonella L., 1758) — Magyarországon közönséges (Fazekas, 2001; Buschmann, 2004; Mészáros, 2005; Pastorális, 2011; Pastorális & Szeőke, 2011)